# 30251 Ashkin
30251 Ashkin è un asteroide della fascia principale. Scoperto nel 2000, presenta un'orbita caratterizzata da un semiasse maggiore pari a 2,5205390 UA e da un'eccentricità di 0,0842195, inclinata di 1,92817° rispetto all'eclittica.